# Ramon (football, 2001)
Pour les articles homonymes, voir Ramon.
Ramon Ramos Lima, ou plus simplement Ramon, né le 13 mars 2001 à São João de Meriti, est un footballeur brésilien qui évolue au poste d'arrière gauche à l'EC Vitória, en prêt du SC Internacional.

## Biographie

### Carrière en club
Issu de la formation du Nova Iguaçu Ramon est arrivé à Flamengo en 2017, faisant ses débuts en équipe première le 17 janvier 2018 à l'occasion de la victoire 2-0 face à Volta Redonda en Championnat Carioca,,. Le 6 octobre 2020, il renouvelle son contrat jusqu'en 2025 et est définitivement promu en équipe première, ayant fait ses débuts en championnat national un mois avant, à l'occasion du derby remporté 2-1 contre Fluminense.
Avec Flamengo, il est notamment champion du Brésil en 2020, où le club se voit sacré le 25 janvier 2021, après avoir lutté avec l'Inter jusqu'à la dernière journée d'un championnat perturbé par la pandémie.

### Carrière en sélection
Sélectionné par André Jardine (en) avec la sélection brésilienne des moins de 20 ans en octobre 2020, il joue notamment un match contre les moins de 23 ans des Corinthians, mais il n'est pas non plus laissé à la pleine disposition de la sélection, devant alterner avec le CR Flamengo, où il joue de plus en plus de rencontres.

## Palmarès
Flamengo
- Championnat du Brésil (1) :
  - Champion en 2020.
- Campeonato Carioca (1) :
  - Champion en 2020